# Brown Willy
Brown Willy (vom kornisch Bron Wennyly "Schwalbenhügel") ist mit 420 m Höhe die höchste Erhebung im Bodmin Moor in Cornwall, in England.

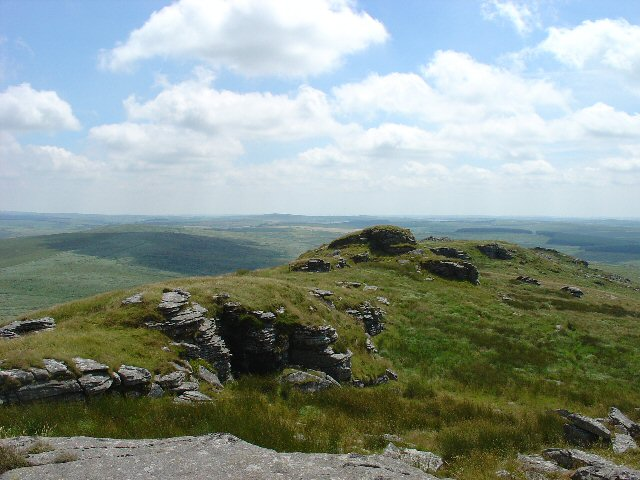
Der Gipfel

Manchmal wird der Name daher auch von bron ughella – "höchster Hügel" abgeleitet.
Der Hügel ist Standort zweier Cairns und mehrerer Siedlungsplatzreste sowie einer Hausplattform.
Showery Tor, Rough Tor mit 400 m und Little Rough Tor sind Gipfel in der Nähe.